# Spijkenisser Eurobruggen
De Spijkenisser Eurobruggen is een toegepaste-kunstproject in de stad Spijkenisse, in de Nederlandse provincie Zuid-Holland. Het kunstproject is gerealiseerd in de wijk De Elementen.
Deze bruggen zijn ontworpen naar de afbeeldingen op de achterkant van de eurobankbiljetten. De bruggen van het biljet van 10 en van 50 euro werden op 26 oktober 2011 geopend door de commissaris van de Koningin van Zuid-Holland Jan Franssen. Daarna werden de 5 en 20 euro geplaatst parallel aan de toegang voor auto's. Deze bruggen hebben slechts één eurozijde en deze toegang vertegenwoordigt dan ook twee biljetten.
Op 17 oktober 2012 werd de 200 eurobrug geplaatst tussen de wijk De Elementen en de Oude Maasweg, 26 september 2013 werden de laatste Eurobruggen opgeleverd.
Het project is bedacht en ontworpen door Robin Stam. Ze zijn opgetrokken uit gegoten beton waar gekleurde betonnen panelen tegen geplaatst zijn. Het formaat van de bruggen is kleiner dan wat de ontwerper van de eurobiljetten voor ogen stond.
| Waarde   | Geopend      | Ligging                       | Foto | Biljet |
| -------- | ------------ | ----------------------------- | ---- | ------ |
| 5 euro   |              | 51° 50′ 58″ NB, 4° 20′ 25″ OL |      |        |
| 10 euro  | 26 okt. 2011 | 51° 51′ 9″ NB, 4° 20′ 17″ OL  |      |        |
| 20 euro  |              | 51° 50′ 57″ NB, 4° 20′ 25″ OL |      |        |
| 50 euro  | 26 okt. 2011 | 51° 51′ 7″ NB, 4° 20′ 14″ OL  |      |        |
| 100 euro | 26 sep. 2013 | 51° 50′ 56″ NB, 4° 20′ 22″ OL |      |        |
| 200 euro | 17 okt. 2012 | 51° 50′ 60″ NB, 4° 20′ 27″ OL |      |        |
| 500 euro | 26 sep. 2013 | 51° 51′ 5″ NB, 4° 20′ 8″ OL   |      |        |